# Selenia pallimarginata
Selenia pallimarginata là một loài bướm đêm trong họ Geometridae.